# Pseudogobius masago
Pseudogobius masago es una especie de peces de la familia de los Gobiidae en el orden de los Perciformes.

## Morfología
Los machos pueden llegar alcanzar los 2 cm de longitud total.

## Hábitat
Es un pez de clima subtropical y demersal.

## Distribución geográfica
Se encuentra en Corea, Japón,  y Taiwán.

## Observaciones
Es inofensivo para los humanos. 